# 半月堂
半月堂（はんげつどう、朝: 반월당）はかつて日本統治時代の大邱府徳山町（現在の大邱広域市中区徳山洞一帯）に存在した百貨店。当時大邱でも多数の日本資本の百貨店が建てられていた中で、朝鮮人により設立された最初の百貨店であった。

## 沿革
「半月堂」という名称には、後三国時代に百済との戦闘で敗北した王建がこの辺りに逃げ込んだ際に半月が浮かんでいたことが由来だとされており、1936年に当時薬令市で商人をしていたチャ・ビョンゴンが高級化粧品や手工芸品などの雑貨品を販売する店として開いたのが始まりだとされる。顧客は現地の女子学生が多くであったとされるが、その後の1943年に経営難で他の人に引き渡され、公信百貨店という社名に変更された後に、1945年の韓国光復で百貨店は解散し、1981年に道路の拡張工事で当時の建物も取り壊されている。

## その後
光復後から取り壊されるまでの間、この建物がどのような用途で使用されていたのかははっきりとしていないが現地の嶺南日報によると、職業案内所やビール屋を営んでいたのではないかとされている。
かつて百貨店のあった地域には現在も「半月堂」という地名が残っている。周辺は現在も大邱を代表する繁華街となっており、近くを走る大邱交通公社（地下鉄）にも半月堂駅という駅が存在している。